# 1140-es évek
Évszázadok: 11. század · 12. század · 13. század
Évtizedek: 1090-es évek · 1100-as évek · 1110-es évek · 1120-as évek · 1130-as évek · 1140-es évek · 1150-es évek · 1160-as évek · 1170-es évek · 1180-as évek · 1190-es évek
Évek: 1140 · 1141 · 1142 · 1143 · 1144 · 1145 · 1146 · 1147 · 1148 · 1149

## A világ vezetői
- II. Béla magyar király (Magyar Királyság) (1131–1141† )
- II. Géza magyar király (Magyar Királyság) (1141–1162† )